# Caedicus (Krieger des Mezentius)
Caedicus ist eine Gestalt der römischen Mythologie.
Er war ein Etrusker und Krieger im Heer des Königs Mezentius, der, als Aeneas nach Italien kam, den Trojaner Alcathous tötete, nachdem Juno den Turnus durch ein Trugbild aus der Schlacht entfernt und vom Tod gerettet hatte.